# Caymanostellidae
De Caymanostellidae zijn een familie van zeesterren uit de orde Velatida.

## Geslachten
- Belyaevostella Rowe, 1989
- Caymanostella Belyaev, 1974